# Croton subsuavis
Croton subsuavis är en törelväxtart som beskrevs av Léon Camille Marius Croizat. Croton subsuavis ingår i släktet Croton och familjen törelväxter. Inga underarter finns listade i Catalogue of Life.